# Ouratea duidae
Ouratea duidae là một loài thực vật có hoa trong họ Ochnaceae. Loài này được Steyerm. mô tả khoa học đầu tiên năm 1952.